# Giải Tinh thần độc lập cho phim tài liệu hay nhất
Giải Tinh thần độc lập cho phim tài liệu hay nhất là một trong các giải Tinh thần độc lập dành cho phim tài liệu được bầu chọn là xuất sắc nhất. Giải này được lập từ năm 2001.

## Các phim đoạt giải & được đề cử
2001
- Dark Days
- Long Night's Journey into Day
- Paragraph 175
- Sound and Fury
- The Eyes of Tammy Faye

2002
- Dogtown and Z-Boys
- Go Tigers!
- Lalee's Kin: The Legacy of Cotton
- Promises
- Scratch

2003
- Bowling for Columbine
- Devil's Playground
- How to Draw a Bunny
- Stevie
- The Cockettes

2004
- The Fog of War
- Mayor of the Sunset Strip
- My Architect
- OT: our town
- Power Trip

2005
- Metallica: Some Kind of Monster
- Bright Leaves
- Chisholm '72- Unbought & Unbossed
- Hiding and Seeking: Faith and Tolerance After the Holocaust
- Tarnation

2006
- Enron: The Smartest Guys in the Room
- Grizzly Man
- La Sierra
- Romántico
- Sir! No Sir!

2007
- The Road to Guantanamo
- A Lion in the House
- My Country, My Country
- The Trials of Darryl Hunt
- You're Gonna Miss Me

2008
- Crazy Love
- Lake of Fire
- Manufactured Landscapes
- The Monastery
- The Prisoner or: How I Planned to Kill Tony Blair

2009
- Man On Wire
- The Betrayal - Nerakhoon
- Encounters at the End of the World
- The Order of Myths
- Up the Yangtze